# 왕범이
왕범이는 서울특별시를 상징하는 캐릭터였다. 영문으로 'Wangbomi'이라고 표기하였다. 1998년 2월 19일부터 서울특별시를 상징하는 캐릭터로 사용되었으며, 2009년 4월에 해치로 공식 교체되었다.

## 명칭
'왕'은 한자어로 왕(王)을 나타내기도 하지만 '우두머리' '으뜸' 등의 의미를 나타낸다. (예 : '호랑이는 맹수의 왕', '축구왕' 등) 또한 왕은 '아주 큼'을 나타내는 접두어 (예 : 왕사탕, 왕거미 등)이므로 서울의 의미와 일치하며 대한민국 최대 도시이자 '세계적인 대도시'를 지향하는 서울을 잘 나타내준다.
'왕'은 어린이들과 이미 친숙해진 만화의 주인공인 '왕눈이'(눈이 큰 개구리 왕눈이)같은 이름을 통해 어린이들에게도 거부감 없이 친숙해져 있으며, 개구리 왕눈이가 눈이 크듯이 서울의 캐릭터 역시 눈이 매우 큰 것이 특징이라는 것이 서울시측의 설명이다.
'범'은 '호랑이'를 나타내는 순수한 한국말이며, '왕'과 '범'이 어우러져 복합명사로 '왕범이'가 되어 '서울의 캐릭터 호랑이'의 성격을 가장 잘 나타내며 또한 인왕산의 '왕'과 호랑이의 '범'이 합해진 합성어로 '인왕산 호랑이'를 나타내기도 한다.
왕범이는 호돌이와 호순이의 아들이다.

## 같이 보기
- 해치